# 코피 코번

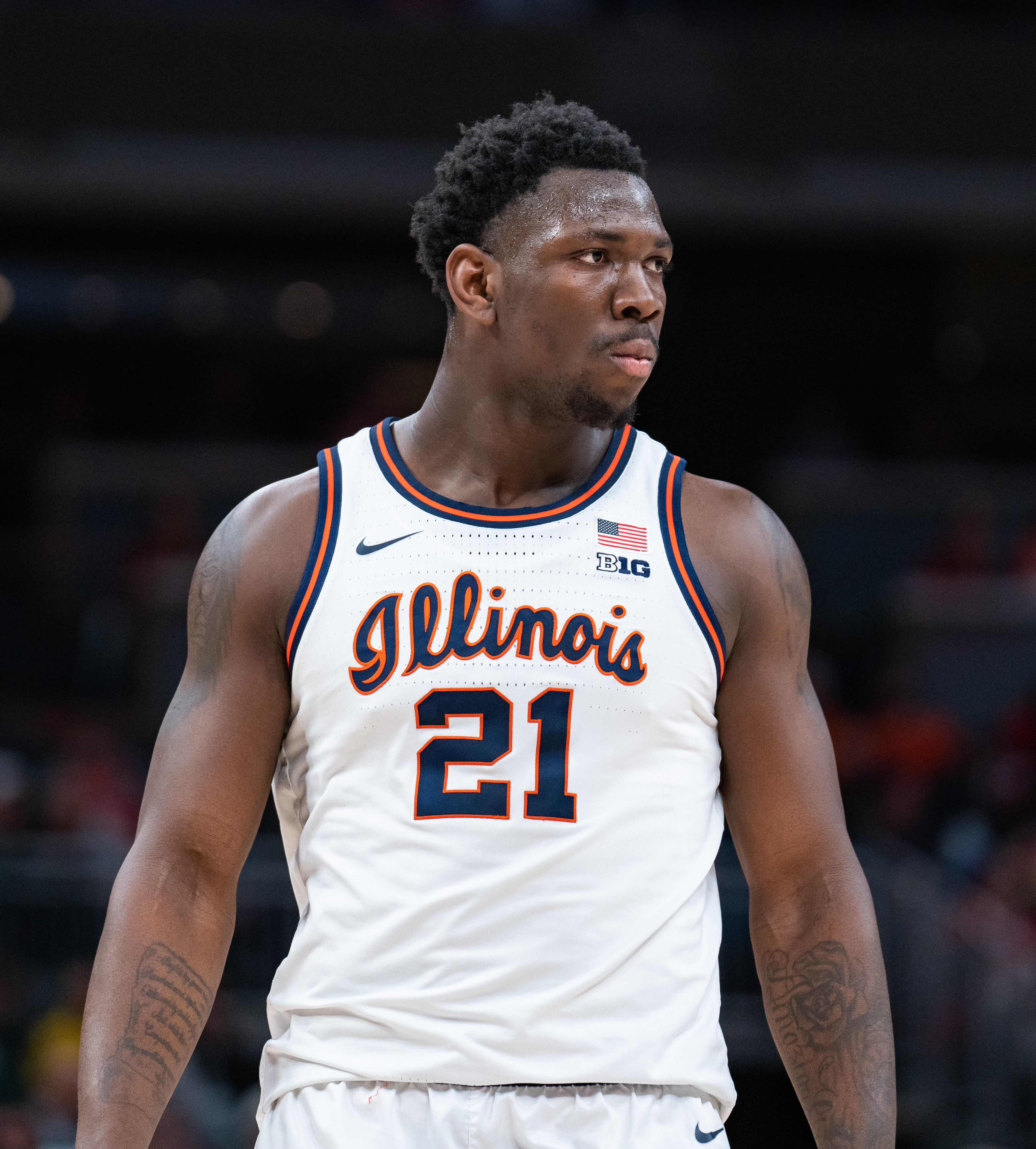
2022년 모습

코피 코번(Kofi Cockburn, 본명: 코피 마제지 코번, Kofi Mazeze Cockburn, 1999년 9월 1일 ~ )은 한국 농구 리그(KBL) 서울 삼성 썬더스의 자메이카 프로 농구 선수이다. 이전에 일본 B 리그의 니가타 알비렉스에서 뛰었다. 일리노이 파이팅 일리니(Illinois Fighting Illini)에서 대학 농구를 했다.

## 프로 경력
코번은 2022 NBA 드래프트에서 드래프트되지 않았다. 그런 다음 그는 유타 재즈와 이그지빗 10(Exhibit 10) 계약을 체결했다. 재즈가 계약을 체결하지 못한 후 그는 일본 B 리그의 니가타 알비렉스와 계약을 맺고 2022-2023 시즌에 그곳에서 뛰었다. 그는 한 시즌을 보낸 뒤 팀을 떠났다. 그는 경기당 평균 19득점과 12.3리바운드를 기록했다.
코번은 2023~2024시즌 한국농구연맹 서울 삼성 썬더스에서 뛰기로 합의했다.